# グランブルーファンタジー リリンク
『グランブルーファンタジー リリンク』（Granblue Fantasy: Relink）は、Cygamesより2024年2月1日に発売されたゲームソフト。対応プラットフォームはPlayStation 4・PlayStation 5・PC（Steam配信）。
『グランブルーファンタジー』のコンソール機向けタイトルで、ジャンルはアクションRPG。
開発は大阪Cygames、販売はCygamesが行なっている。Cygamesがコンシューマーゲーム開発強化を目的に2015年に設立した大阪Cygamesの処女作となる。

## ゲームプレイ
メインストーリーの他に「クエスト」と呼ばれるエンドコンテンツが100個以上用意されており、プレイヤーはボス戦や防衛戦、タイムアタックなどに挑戦する。このクエストは最大4人のマルチプレイに対応する。

## 開発
本作は2016年8月21日の「CygamesNEXT2016」の中で初めて発表された。発表されたときは『Project Re:Link』と呼ばれており、開発はプラチナゲームズが行うとしていた。発表時点の開発状況は全体の10%ほどで、対応プラットフォームは未定だった。その後、2016年9月13日の「2016 PlayStation Press Conference in Japan」で、PlayStation 4向けに2018年に発売されると発表したほか、PlayStation VRの対応も検討していることを明らかにした。
2018年12月15日、「グラブルフェス2018」の中で、「GRANBLUE FANTASY PROJECT Re: LINK」の名称を『グランブルーファンタジー リリンク（Granblue Fantasy: Relink）』に変更すると発表した。同時にPlayStation 4での実機プレイも公開され、ゲームシステムは完成に近い状態であるとしていた。
しかし、開発の長期化により開発体制の維持が困難になったため、2019年2月5日、プラチナゲームズとの共同開発の契約を終了させ、以降の開発はCygamesが単独で行うことになった。プラチナゲームズ側でディレクターを務めていた梶泰幸はCygamesへ転職した。開発は大阪Cygamesの社員を中心に東京本社の社員も加わり、約200人の規模で作られた。
2020年12月12日、発売時期が2022年であることに加え、PlayStation 5版も販売されることを明らかにした。2021年12月12日、Steamでも販売されることを発表した。2022年6月10日、発売を2023年に延期した。2023年1月に開催された「グラブルフェス2022-2023」で初めて一般プレイヤー向けに試遊版を出展した。2023年8月23日、gamescom 2023の中で発売日が2024年2月1日に決定したと発表した。

## 発売
2024年2月1日、Steam・PlayStation 4・PlayStation 5向けに発売された。PS4、PS5では通常のパッケージ版のほか、デラックスエディション、コレクターズエディションも発売された。

## 評価

### 批評
Metacriticによれば、『Granblue Fantasy: Relink』は批評家から「おおむね好評」の評価を得た。
PlayStation Game Music大賞2024 ファンタジーサウンド賞を受賞。

### 売上
2024年2月13日、全世界で出荷されたパッケージ版と、購入されたダウンロード版の合計が100万本に達した。海外から購入者の比率は8割になっている。更に、2025年7月2日には全世界累計200万本セールスを突破した。

## 登場人物
※が付いているのは本作のオリジナルキャラクター。

### プレイアブルキャラクター（初期）
グラン / ジータ
声 - 小野友樹（グラン） / 金元寿子（ジータ）
本作の主人公。本編と同じく性別の選択ができ、いつでも変更可能。開発当初はオリジナルキャラクターの「ブルー」を主人公にする予定だったが、原作や『ヴァーサス』と同じくグラン / ジータへと変更された。
カタリナ
声 - 沢城みゆき
ラカム
声 - 平田広明
イオ
声 - 田村ゆかり
オイゲン
声 - 山路和弘
ロゼッタ
声 - 田中理恵

### プレイアブルキャラクター（開放）
初期段階では使用不可だが、イド以外はシナリオの進行具合によって手に入る「キャラクター開放チケット」をシェロカルテの万屋に渡す事で加入する。
ランスロット
声 - 小野友樹
ヴェイン
声 - 江口拓也
パーシヴァル
声 - 逢坂良太
ジークフリート
声 - 井上和彦
シャルロッテ
声 - 名塚佳織
ヨダルラーハ
声 - 千葉繁
ナルメア
声 - M・A・O
ゼタ
声 - 花澤香菜
バザラガ
声 - 立木文彦
フェリ
声 - 米澤円
ガンダゴウザ
声 - 梁田清之
カリオストロ
声 - 丹下桜
※イド
声 - 津田健次郎
グラン / ジータの前に立ちはだかるアヴィア教団に所属するヒューマン族の青年。本編クリア後にプレイアブルキャラとして追加。

### プレイアブルキャラクター（アップデート追加）
アップデートにて追加されたキャラクター。加入条件は上記の開放キャラクターよりも厳しいが、有料DLCで無条件で加入させる事が可能。
シエテ
声 - 諏訪部順一
ソーン
声 - 皆口裕子
サンダルフォン
声 - 鈴村健一
2024年3月14日のアップデートにてNPCとして先行登場。

### サブキャラクター
ルリア
声 - 東山奈央
ビィ
声 - 釘宮理恵
シェロカルテ
声 - 加藤英美里
※ローラン
声 - 神谷浩史
西の空にある「ゼーガ・グランデ空域」で何でも屋を営む青年で、ある理由からグラン / ジータの騎空団に同行する。その正体はリリスの野望を阻止するために行動している星の民で、本来の名はアストライオスだが、空の民を守りたいという思いからローランと名乗るようになった。
※イストリアス
声 - 榊原良子
ローランの協力者であるエルーン族の女性。
※ザスバ
声 - 玄田哲章
情報屋としてローランに協力するドラフ族の男性。

### エネミー
※ガランツァ
声 - 山寺宏一
アヴィア教団に所属するドラフ族の男性で、アヴィア教団の精鋭「白狼兵団」の隊長。
※マギラフリラ
声 - 早見沙織
アヴィア教団に所属するハーヴィン族の女性で、ハーヴィン族のみの集団「刃重衆（はがさねしゅう）」の長。
※リリス
声 - 桑島法子
アヴィア教団の長である星の民の女性で、禁忌の大星晶獣「アンラ・マンユ」を復活させ、空の世界を滅ぼしてでも星の世界へのゲートを開こうと目論む。
ルシファー
声 - 櫻井孝宏
2024年3月14日のアップデートにて超高難易度クエストのボスキャラクターとして登場。